# Гидразин (антидепрессант)
Гидразиновые антидепрессанты — группа неселективных необратимых ингибиторов моноаминоксидазы, которые были обнаружены и первоначально поступили на рынок в 1950-х и 1960-х годах. Большинство из них было отозвано из-за токсичности, а именно гепатотоксичности, но некоторые всё ещё используются в клинической практике.